# Rocky (tecknad serie)
Rocky är en svensk tecknad serie, skriven och tecknad av Martin Kellerman. Den skapades 1998 som en daglig strippserie i Metro; den 28 april 2018 publicerades den sista seriestrippen. Serien har blivit både teaterpjäs och TV-serie.

## Serien
Serien handlar om en serietecknare vid namn Rocky, som är jämnårig med Kellerman och bor i Stockholm. Figurerna i serien är fabeldjur; Rocky själv är en hund. Bland de olika figurerna i serien finns katter, fåglar, tigrar, vargar, krokodiler, råttor, hundar, apor, rävar, grodor och rådjur.

### Seriefigurer
- Rocky – hund (Martin Kellerman)
- Maja – katt
- Maria – katt
- Linda – fågel
- Tommy – tiger
- Mange – fågel
- Rippo – varg
- Gonzo – krokodil
- Klasse – råtta (Lars "Lasse" Berger)
- Dan / Speedy (Rockys bror) – hund

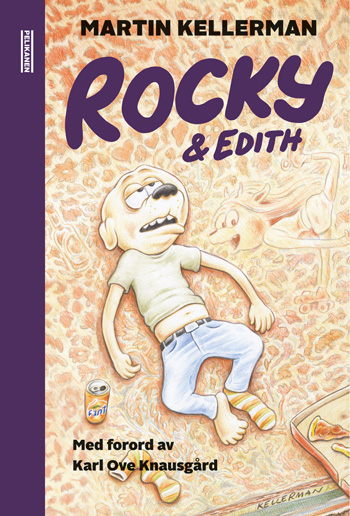
Omslag till en norsk samlingsutgåva av serien Rocky.

- Igge – apa
- Rockys pappa – hund
- Jimmy – räv (Jonas Inde)
- Smacks – groda
- Edith – rådjur

## Produktion och distribution
Serien, som är i strippform, hade premiär i dagstidningen Metro 1998. Rocky har därefter kommit i ett 30-tal kronologiska samt ett antal blandade seriealbum med samlade strippar. Flera av samlingsutgåvorna har sålt slut och kommit i nytryckningar. Ett samlingsalbum med alla stripparna under de första tio åren gavs ut under hösten 2008.
Andra typer av samlingar i pocketformat har också släppts såsom So Watcha Sayin': en intervjubok av Martin Kellerman, Lovesick och My so called friends. Dessutom publiceras Rocky dagligen i bland annat Norrköpings Tidningar, Folkbladet och – i urval/censurerad version – i Dagens Nyheter

### Översättningar
Rocky har flera gånger översatts till andra språk. 2005 gav amerikanska Fantagraphics Books ut Rocky vol. 1: The Big Payback. 2007 gav franska Éditions Carabas ut Rocky t1: La Revance. Sammanlagt har två samlingsvolymer givits ut i USA. Serien har även publicerats i Norge, Danmark, Italien och Slovenien.

## Rocky i andra medier

### Teater
Serien har även blivit en pjäs som först spelades i över 100 föreställningar vid Stockholms stadsteater och därefter turnerade Sverige runt med Riksteatern. Där deltog Tuva Novotny, Jonas Inde, Polki Nordström, Mikaela Ramel, Rikard Tankred och Per Grytt som skådespelare. Regisserade gjorde Kellerman själv, tillsammans med Maria Blom.

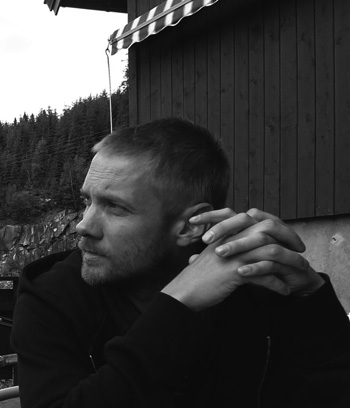
Martin Kellerman, 2012.

### TV-serien
Martin Kellerman började 1998 arbeta på ett manus för en 3D-animerad långfilm med seriefiguren Rocky. Eftersom det inte fanns pengar för att kunna producera filmen blev det istället en TV-serie i 13 tvåminutersavsnitt. Första avsnittet visades i SVT den 27 december 2008, men redan i november samma år släpptes serien på DVD.
Röster
- Rocky – Jonas Karlsson
- Maria – Lina Englund
- Tommy – Rikard Tankred
- Mange – Johan Svanlund

## Mottagande och utmärkelser
Enligt Cyril Hellman i Svenska Dagbladet var de populäraste svenska generationsskildrarna ända fram till Klas Östergren författare. I slutet av 1980-talet bröt populära tecknade serier ny mark i den här genren, inte minst genom Charlie Christensens Arne Anka. I början av 2000-talet tog, enligt Hellman, Martin Kellerman och hans Rocky över posten som tidens störste manlige samtidsskildrare.
Det första samlingsalbumet, Rocky, tilldelades Seriefrämjandets pris Urhunden 2000 för 1999 års bästa originalsvenska album. Motiveringen löd: "Kellerman skildrar träffsäkert en ung mans problem i storstaden med jobb, bostad och relationer. Detta är något så ovanligt som en dagsstrippserie som faktiskt är rolig och som fungerar minst lika bra i albumform."

### Bokutgivning
- Rocky. [1]. Stockholm: Ordfront Galago. 1999. Libris 3293296. ISBN 91-89248-16-3
- Rocky. 2 (2. uppl.). Stockholm: Galago. 2000. Libris 8238560. ISBN 91-89248-23-6
- Rocky volym 03. Rocky. Kartago Förlag. 2005. Libris 14292989. ISBN 9789189632387
- Rocky. 4 (1. uppl.). Stockholm: Kartago. 2003. Libris 8928572. ISBN 91-89632-12-5
- Martin Kellermans Rocky. Vol. 5 (1. uppl.). Stockholm: Kartago. 2003. Libris 9501370. ISBN 91-89632-17-6
- Martin Kellermans Rocky. Vol. 6 (1. uppl.). Stockholm: Kartago. 2004. Libris 9512527. ISBN 91-89632-21-4
- Martin Kellermans Rocky. Vol. 7 (1. uppl.). Stockholm: Kartago. 2004. Libris 9640831. ISBN 91-89632-29-X
- Rocky. Vol. 8 (1. uppl.). Stockholm: Kartago. 2005. Libris 9767252. ISBN 91-89632-31-1
- Martin Kellermans Rocky. Vol. 9 (1. uppl.). Stockholm: Kartago. 2005. Libris 9876435. ISBN 91-89632-39-7
- Martin Kellermans Rocky. Vol. 10 (1. uppl.). Stockholm: Kartago. 2006. Libris 10045690. ISBN 91-89632-52-4
- Martin Kellermans Rocky. Vol. 11 (1. uppl.). Stockholm: Kartago. 2006. Libris 10280026. ISBN 91-89632-73-7
- Martin Kellermans Rocky. Vol. 12 (1. uppl.). Stockholm: Kartago. 2007. Libris 10455968. ISBN 978-91-89632-72-1
- Martin Kellermans Rocky. Vol. 13 (1. uppl.). 2007. Libris 10446533. ISBN 978-91-89632-75-2
- Martin Kellermans Rocky. Vol. 14 (1. uppl.). Stockholm: Kartago. 2008. Libris 10941767. ISBN 9789189632899
- Martin Kellermans Rocky. Vol. 15 (1. uppl.). Stockholm: Kartago. 2008. Libris 11274245. ISBN 978-91-86003-07-4
- Martin Kellermans Rocky. Vol. 16 (1. uppl.). Stockholm: Kartago. 2009. Libris 11206039. ISBN 978-91-86003-27-2
- Martin Kellermans Rocky. Vol. 17 (1. uppl.). Stockholm: Kartago. 2009. Libris 11372562. ISBN 978-91-86003-48-7
- Martin Kellermans Rocky. Vol. 18 (1. uppl.). Stockholm: Kartago. 2010. Libris 11727925. ISBN 9789186003609
- Martin Kellermans Rocky. Vol. 19 (1. uppl.). Stockholm: Kartago. 2010. Libris 11811900. ISBN 978-91-86003-67-8
- Martin Kellermans Rocky. Vol. 20 (1. uppl.). 2011. Libris 11974497. ISBN 9789186003746
- Martin Kellermans Rocky. Vol. 21 (1. uppl.). Stockholm: Kartago. 2011. Libris 12326302. ISBN 9789186003906
- Martin Kellermans Rocky. Vol. 22 (1. uppl.). Stockholm: Kartago. 2012. Libris 12341563. ISBN 978-91-86003-95-1
- Martin Kellermans Rocky. Vol. 23 (1. uppl.). Stockholm: Kartago. 2012. Libris 12751345. ISBN 978-91-7515-005-5
- Martin Kellermans Rocky. Vol. 24 (1. uppl.). Stockholm: Kartago. 2013. Libris 13565085. ISBN 9789175150192
- Rocky fejsar demonerna (vol. 25). Kartago Förlag. 2013. Libris 14011792. ISBN 9789175150352
- Rocky tuffar på (vol. 26). 2014
- Rocky svennar ur (vol. 27). 2014
- Rocky curlar sig själv (vol. 28). 2015
- Rocky borde gå ut (vol. 29). 2015
- Rocky borde hoppa (vol. 30). 2016
- Rocky borde flytta (vol. 31). 2016
- Rocky loggar ut (vol. 32). 2017
- Rocky kunde ha dött (vol. 33). 2017
- Rocky stämplar ut (vol. 34). 2018

#### Övriga utgåvor
- Martin Kellermans Rocky. The big payback. Stockholm: Galago. 2001. Libris 3293298. ISBN 91-89248-35-X (pocket)
- Rocky och katterna. Stockholm: Kartago. 2003. Libris 9712532. ISBN 91-89632-23-0
- Kellerman, Martin; Holen Øyvind, Helander Janne (2006). Martin Kellermans Rocky: 1998-2006. Malmö: Egmont Kärnan. Libris 10258218. ISBN 91-7269-750-4
- Rockys ABC. Malmö: Egmont Kärnan. 2007. Libris 10435070. ISBN 978-91-7269-821-5
- Martin Kellermans Rocky: samlade serier 1998-2008 : 10 år (1. uppl.). Stockholm: Kartago. 2008. Libris 10797156. ISBN 978-91-86003-03-6
- Rocky om kändisar (1. uppl.). Stockholm: Kartago. 2011. Libris 12191113. ISBN 978-91-86003-91-3
- Rocky om sex (1. uppl.). Sundbyberg: Kartago. 2012. Libris 12751403. ISBN 978-91-7515-010-9
- Rocky jubileumsbok - samlade serier 2008-2013. Kartago Förlag. 2013. Libris 13855349. ISBN 9789175150369

#### Översättningar (urval)
- Rocky. Oslo: Bladkompaniet. 2002. Libris 9019301 (bokmål)
- Rocky. Vol. 1, The big payback. Seattle, Wash.: Fantagraphics. 2005. Libris 10270940. ISBN 1-56097-679-9 (engelska)
- Rocky. La cúpula comix. Novela gráfica (1ª ed.). Barcelona: La Cúpula. 2006. Libris 13989544. ISBN 978-84-7833-742-2 (spanska)